# Serhij Tkacz
Serhij Fedorowycz Tkacz, ukr. Сергій Федорович Ткач (ur. 15 września 1952 w Kisielowsku, zm. 4 listopada 2018 w Żytomierzu) – ukraiński seryjny morderca rosyjskiego pochodzenia, zwany „połohowskim maniakiem”. W latach 1980–2005 zamordował w okolicach miasta Połohy 37 dziewcząt w wieku od 9 do 17 lat. Były milicjant.
Tkacz przyznał się w 2005 roku do zamordowania w okolicach Dniepropietrowska blisko 100 dziewcząt w wieku do 18 lat. Twierdził, że po każdym morderstwie obnażał zwłoki, a następnie odbywał z nimi stosunek seksualny. W czasie jednej z rozpraw Tkacz zażądał, by skazano go na karę śmierci.
Ze wszystkich 100 zabójstw, do których Tkacz się przyznał, śledczym udało się udowodnić 37, za które został skazany na karę dożywotniego pozbawienia wolności. Po skazaniu Serhija Tkacza z więzień zwolniono dziesięciu mężczyzn niewinnie skazanych za popełnione przez niego zbrodnie.

## Ofiary Tkacza
Wykaz zawiera łączną liczbę ofiar w poszczególnych latach
| Rok   | Ofiary  |
| ----- | ------- |
| 1980  | 1 osoba |
| 1984  | 1 osoba |
| 1985  | 2 osoby |
| 1987  | 2 osoby |
| 1988  | 1 osoba |
| 1989  | 4 osoby |
| 1990  | 2 osoby |
| 1993  | 4 osoby |
| 1995  | 4 osoby |
| 1996  | 2 osoby |
| 1997  | 3 osoby |
| 1998  | 3 osoby |
| 1999  | 2 osoby |
| 2003  | 1 osoba |
| 2004  | 2 osoby |
| 2005  | 3 osoby |
| Razem | 37 osób |